# Chorisoneura tessellata
Chorisoneura tessellata är en kackerlacksart som beskrevs av Rehn, J. A. G. 1916. Chorisoneura tessellata ingår i släktet Chorisoneura och familjen småkackerlackor. Inga underarter finns listade i Catalogue of Life.